# Coupe Kirin 1980
 (août 2024).
Si vous disposez d'ouvrages ou d'articles de référence ou si vous connaissez des sites web de qualité traitant du thème abordé ici, merci de compléter l'article en donnant les références utiles à sa vérifiabilité et en les liant à la section « Notes et références ».
La Coupe Kirin 1980 est la troisième édition de la Coupe Kirin. Elle se déroule en mai et en juin 1980, au Japon. Le tournoi se déroule entre la Chine et le Japon et des clubs (Middlesbrough, Espanyol Barcelone, Fujita Koguo et Argentinos Juniors).

## Résultats

### Groupe A
- 25 mai 1980 : Espanyol Barcelone 2-0 Fujita Kogyo
- 27 mai 1980 : Espanyol Barcelone 2-0 Chine
- 29 mai 1980 : Chine 3-0 Fujita Kogyo

| Équipe                 | Pts | J | V | N | D | Bp | Bc | Dif |
| ---------------------- | --- | - | - | - | - | -- | -- | --- |
| RCD Espanyol Barcelone | 4   | 2 | 2 | 0 | 0 | 4  | 0  | +4  |
| Chine                  | 2   | 2 | 1 | 0 | 1 | 3  | 2  | +1  |
| Fujita Kogyo           | 0   | 2 | 0 | 0 | 2 | 0  | 5  | -5  |

### Groupe B
- 25 mai 1980 : Japon 3-1 Argentinos Juniors
- 27 mai 1980 : Japon 1-2 Middlesbrough FC
- 29 mai 1980 : Middlesbrough FC 4-0 Argentinos Juniors

| Équipe             | Pts | J | V | N | D | Bp | Bc | Dif |
| ------------------ | --- | - | - | - | - | -- | -- | --- |
| Middlesbrough FC   | 4   | 2 | 2 | 0 | 0 | 6  | 1  | +5  |
| Japon              | 2   | 2 | 1 | 0 | 1 | 4  | 3  | +1  |
| Argentinos Juniors | 0   | 2 | 0 | 0 | 2 | 1  | 7  | +6  |

### Demi-finales
- 1er juin 1980 : Japon 0-0 ap (tab 3-4) Espanyol Barcelone
- 1er juin 1980 : Middlesbrough FC 3-1 Chine

### Finale
- 3 juin 1980 : Middlesbrough FC  1-1 ap (tab 4-3) Espanyol Barcelone

## Vainqueur
| Vainqueur Coupe Kirin 1980 Middlesbrough Football Club 1er titre |